# さわやかちば県民プラザ
さわやかちば県民プラザ（さわやかちばけんみんプラザ）は、千葉県柏市柏の葉にある複合施設。千葉県教育委員会が運営し、生涯学習センターと芸術文化センターの機能を持つ。

## 概要

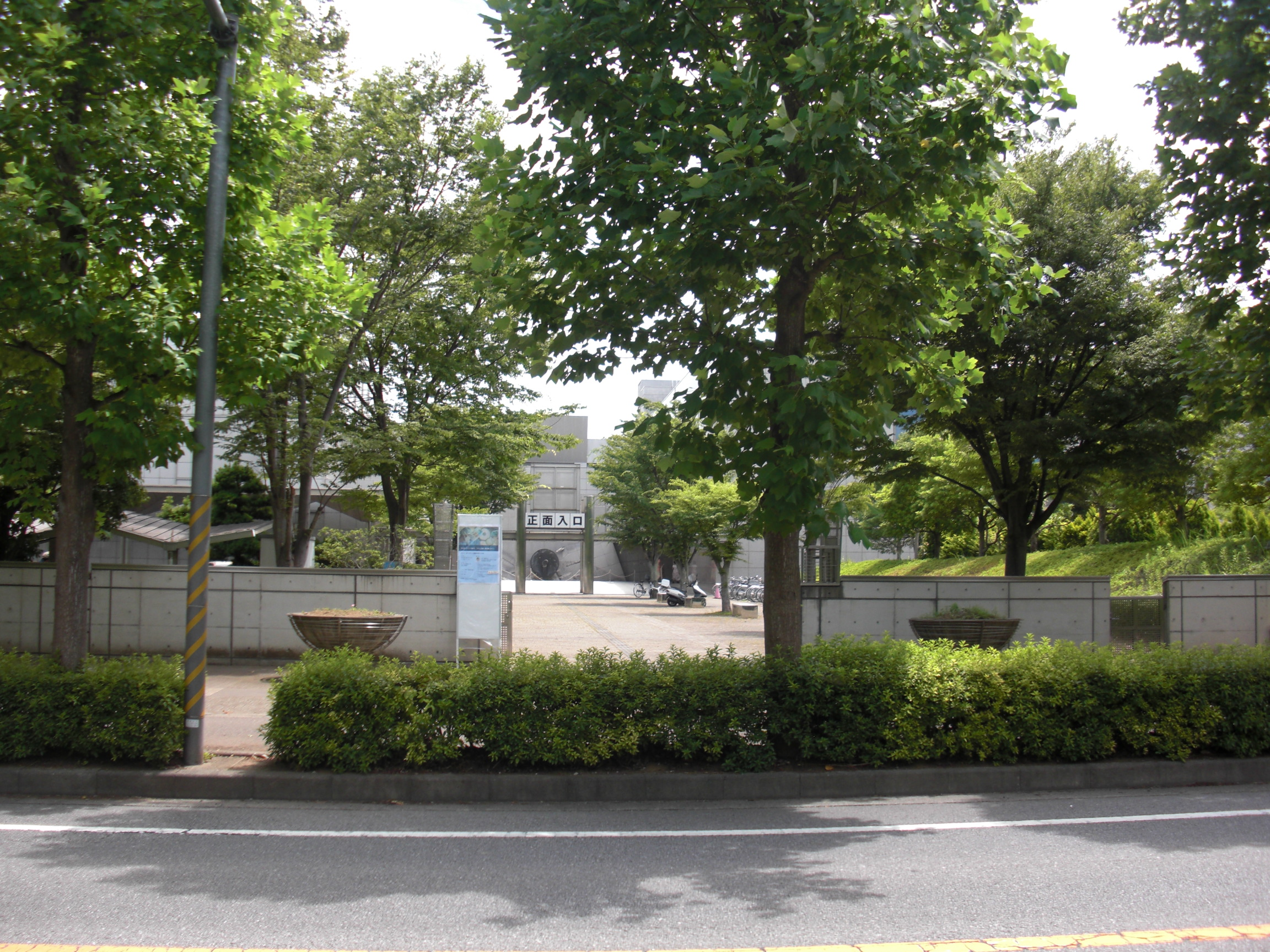
正面入り口

柏の葉公園に隣接し、千葉県民の生涯学習の推進を図るための「生涯学習センター」機能と参加型芸術文化活動の推進を図るための「芸術文化センター」機能に加え、男女共同参画社会の推進を図るための「ちば県民共生センター東葛飾センター」機能を持ち、さまざまな用途に利用されている。地上4階・地下1階の建築物で、宿泊施設としての機能も持ち合わせている。
| 階  | フロア構成 |
| 1階 | ホール、多目的室、情報提供コーナー、ボランティア活動支援センター、レストラン、アゴラ、事務室                                 |
| 2階 | 生涯学習コーナー、回廊ギャラリー、ちば県民共生センター、フィットネススタジオ、料理室、陶芸室、音楽スタジオ、さわやかコーナー |
| 3階 | 研修室、会議室、ラウンジ、パソコン実習室、マルチメディア実習室、生活実験室                                                   |
| 4階 | 宿泊施設 |

- 開館時間：9時 - 21時
- 閉館日：月曜日[祝日の場合は翌日）、年末年始

### ホール
1階にあり、収容定員は固定席473席、車椅子席2席と親子ブースである。

## 沿革

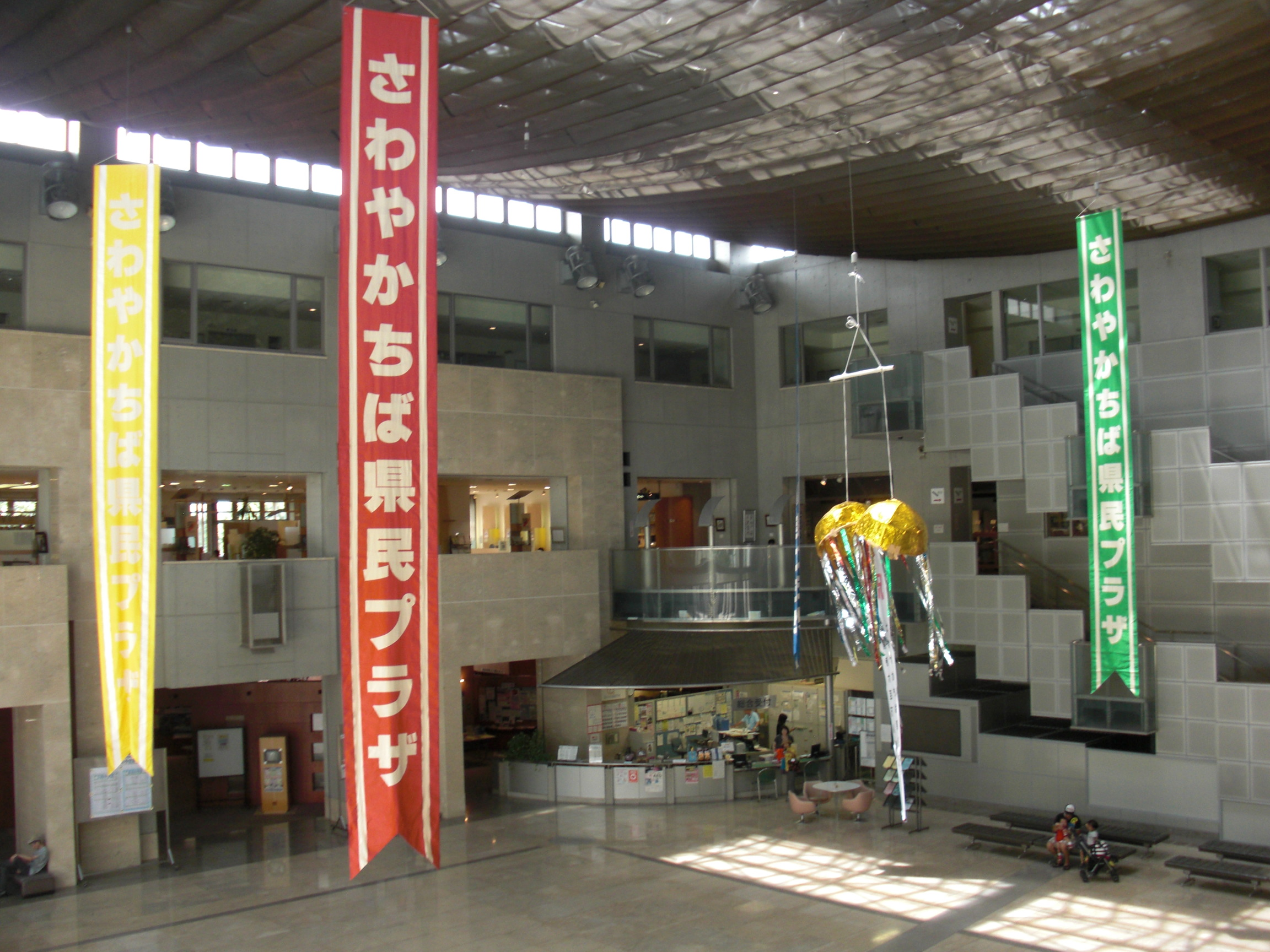
館内

1996年（平成8年）11月15日に生涯学習センター・女性センター・芸術文化センターからなる複合施設として、「現代のアゴラ」を目指して開館した。建物は岡設計の設計、東急建設・大本組・池田工建の施工で同年の6月6日に完成した。
2006年（平成18年）4月1日に設置根拠であった「千葉県さわやかちば県民プラザ設置管理条例」が廃止され、「教育機関設置条例」の中に新たにさわやかちば県民プラザの設置・運営に関する規定が盛り込まれた。2009年（平成21年）1月11日に利用者数が500万人を、2011年（平成23年）7月12日に600万人を達成した。来場600万人目の人には、生涯学習のマスコット・マナビィと千葉県のマスコット・チーバくんの人形が贈呈された。

### 主な開催行事
- 2008年（平成20年）08月30日 - 「ちば・まんがコミュニケーション」において千葉県で初めて「環境マンガ展」を開催[10]。
- 2010年（平成22年）11月21日 - 「FARU18 芸術祭 2010」を開催[11]。
- 2011年（平成23年）07月27日 - 「第10回 子ども科学教室」を開催[12]。

## 交通

### 公共交通機関
- つくばエクスプレス 柏の葉キャンパス駅より
  - 徒歩約40分（3.3km）
  - 東武バス：流山おおたかの森駅東口行き（西柏03系統）乗車、県民プラザ下車、徒歩約1分
- JR常磐線・東武野田線 柏駅より
  - 東武バス：県民プラザ経由国立がん研究センター行き（西柏01系統）乗車、県民プラザ下車、徒歩約1分
- 東武野田線・つくばエクスプレス 流山おおたかの森駅より
  - 東武バス：東口より柏の葉キャンパス駅西口行き（西柏03系統）乗車、県民プラザ下車、徒歩約1分
  - 流山ぐりーんバス：西口より美田・駒木台ルート乗車、県民プラザ前下車すぐ

### 自動車
- 常磐自動車道 柏ICより、自動車で約10分（約2.4km）。

## 周辺
- 千葉県立柏の葉公園
  - 柏の葉公園総合競技場
  - 県立柏の葉公園野球場
- 柏市立十余二小学校
- 東京大学柏キャンパス
- 柏の葉北総病院
- 国土交通大学校柏研修センター